# Feel Good (EP)
Feel Good é o primeiro EP da carreira da grupo feminino de pop, R&B e electropop brasileira Valkyrias, lançado originalmente em 12 de março de 2010 pela gravadora Som Livre apenas para download digital. O EP traz cinco faixas, sendo elas o single Feel Good e sua versão remix, o single Last Chance, além de outras duas novas canções inéditas.

## Faixas
| N.º | Título              | Produtor(es) | Duração |  |
| 1.  | "Feel Good"         | Deeplick     | 4:28    |  |
| 2.  | "Meninas"           | Deeplick     | 3:43    |  |
| 3.  | "VKS"               | Deeplick     | 4:39    |  |
| 4.  | "Last Chance"       | Deeplick     | 3:40    |  |
| 5.  | "Feel Good (Remix)" | Deeplick     | 6:34    |  |

## Histórico de lançamento
| País   | Data                | Formato          | Gravadora |
| ------ | ------------------- | ---------------- | --------- |
| Brasil | 12 de março de 2010 | download digital | Som Livre |